# Capela de São Sebastião (Serpa)
A Ermida de São Sebastião é um monumento religioso na cidade de Serpa, na região do Alentejo, em Portugal.

## Descrição e história
A capela integra-se no estilo manuelino, sendo um dos mais notáveis exemplos da interpretação alentejana daquela corrente arquitectónica, no período entre os séculos XV e XVI. A influência manuelina é visível particularmente nos contrafortes escalonados, o que lhe dá um perfil muito profuso, algo de muito comum na aplicação daquele estilo nos princípios do século XVI. O edifício inclui igualmente alguns elementos vernaculares.
A ermida foi provavelmente construída no século XVI.